# Panilla spilotis
Panilla spilotis är en fjärilsart som beskrevs av Edward Meyrick 1902. Panilla spilotis ingår i släktet Panilla och familjen nattflyn. Inga underarter finns listade i Catalogue of Life.